# Contes japonais
Contes japonais (世界名作童話 まんがシリーズ, Sekai meisaku dōwa manga shirīzu) est une série télévisée d'animation japonaise en vingt courts métrages de 10 minutes, produite par le studio Toei Animation entre 1975 et 1983.
Le titre français fait référence exclusivement au pays de production des dessins animés, qui sont basés sur des contes de fées et des histoires classiques d'origine occidentale ou des Les Mille et Une Nuits. Les courts métrages sont sortis au Japon par Toei Company et Fujifilm sur pellicule Single 8 et plus tard diffusés sur TV Tokyo en 1988.
En France, deux courts métrages (Jacques et les haricots magiques et Les cygnes sauvages) ont été diffusés sur Antenne 2 pendant les vacances de Noël 1976. Une dizaine d'autres courts métrages ont été diffusés en juillet 1979 dans l'émission Récré A2. D'autres courts métrages ont ensuite été inclus dans deux cassettes VHS par IDDH avec un autre doublage ainsi que d'autres qui avaient déjà été diffusés sur Antenne 2, avec le titre Contes et légendes.
Au Québec, elle est diffusée sous le titre Contes et légendes dès septembre 1976 dans Bagatelle à la Télévision de Radio-Canada.

## Fiche technique
- Titre original : 世界名作童話 まんがシリーズ (Sekai meisaku dōwa manga shirīzu?)
- Titre français : Contes japonais
- Réalisation : Tomoharu Katsumata (ep. 1), Masamune Ochiai (ep. 2), Masayuki Akehi (ep. 3), Hiroshi Shidara (ep. 4), Yasuo Yamaguchi (ep. 5), Osamu Kasai (eps. 6, 10), Yoshikatsu Kasai (ep. 7), Tsunekiyo Otani (ep. 8), Kazukiyo Shigeno (ep. 9), Kazumi Fukushima (ep. 11), Akinori Orai (eps. 12-13), Tokiji Kaburaki (ep. 14), Yūgo Serikawa (ep. 15), Atsutoshi Umezawa (ep. 16), Tadao Okubo (ep. 17), Junichi Sato (ep. 18), Yukio Kaizawa (ep. 19), Hiroyuki Ebata (ep. 20)
- Scénario et Adaptation : Masaki Tsuji (eps. 1, 3-4, 6-10), Tadaaki Yamazaki (eps. 2, 5), Tomomi Tsutsui (eps. 11, 13-15), Junta Fujiwara (ep. 12), Michiru Shimada (eps. 16-20)
- Animation : Reiko Okuyama (eps. 1, 8), Masamune Ochiai (ep. 2), Katsuya Oda (ep. 3), Michihiro Kanayama (ep. 4), Joji Kikuchi (ep. 5), Takashi Abe (ep. 6), Kōichi Tsunoda (ep. 7), Hideki Mori (ep. 9), Akihiro Ogawa (ep. 10), Shinnosuke Kusama (ep. 11), Yumiko Hayahara (ep. 12), Kimiharu Obata (ep. 13), Ichirō Takehide (ep. 14), Akira Daikubara (ep. 15), Yasuhiro Nakura (ep. 16), Hiroyuki Yamada (ep. 17), Kōji Nashizawa (ep. 18), Hiroyuki Kawano (ep. 19), Hideki Hamasu (ep. 20), Katsuyoshi Nakatsuru (ep. 20)
- Studio de réalisation : Toei Animation
- Société de distribution : Toei Company, Fujifilm
- Pays d’origine :  Japon
- Langue originale : japonais
- Durée : 10 minutes par court métrage
- Dates de sortie :
  - Japon : octobre 1975, février 1979, février 1983
  - France : 1976, juillet 1979

## Distribution

### Voix originales
- Kyōko Kishida : Narratrice

### Voix françaises
- Jeanine Freson : Narratrice (télé)
- Danièle Hazan : Narratrice (VHS)

## Liste de courts métrages

### 1975
1. Hansel et Gretel (inédit)
2. La Princesse Poucette (télé)
3. Jacques et les haricots magiques (télé)
4. La Puissance du vent et du soleil (télé)
5. Aladdin et la Lampe merveilleuse (télé et VHS)
6. Les Habits neufs de l'empereur (télé)
7. Le Loup et les Sept Chevreaux (télé et VHS)
8. Les Cygnes sauvages (télé et VHS)
9. Le Roi Midas (télé)
10. La Petite marchande d'allumettes (télé et VHS)

### 1979
1. Ali Baba et les Quarante Voleurs (VHS)
2. Le Vilain Petit Canard (VHS)
3. Cendrillon (VHS)
4. Les Chaussons rouges (inédit)
5. Les Musiciens de Brême (inédit)

### 1983
1. Le Petit Chaperon rouge (VHS)
2. Le Cordonnier (VHS)
3. La Belle au bois dormant (VHS)
4. Le Magicien d'Oz (VHS)
5. Le Tapis volant (VHS)